# Gran Concepción
Gran Concepción, GC - obszar metropolitalny w Chile obejmujący Concepción i sąsiadujące z nim miasto Talcahuano oraz miasta San Pedro de la Paz, Penco, Chiguayante, Hualpén, Lota, Hualqui, Tomé, Dichato i Coronel.

## Komunikacja

### Lotnictwo
Port lotniczy Carriel Sur.